# Радомишль-над-Сяном (гміна)
Гміна Радомишль-над-Сяном (пол. Gmina Radomyśl nad Sanem) — сільська гміна у східній Польщі. Належить до Стальововольського повіту Підкарпатського воєводства.
Станом на 31 грудня 2011 у гміні проживало 7433 особи.

## Територія
Згідно з даними за 2007 рік площа гміни становила 133.63 км², у тому числі:
- орні землі: 47.00%
- ліси: 45.00%

Таким чином, площа гміни становить 16.04% площі повіту.

## Населення
Станом на 31 грудня 2011:
| Опис     | Загалом | Загалом | Чоловіки | Чоловіки | Жінки | Жінки |
| -------- | ------- | ------- | -------- | -------- | ----- | ----- |
| одиниця  | осіб    | %       | осіб     | %        | осіб  | %     |
| все      | 7433    | 100     | 3688     | 49.62    | 3745  | 50.38 |
| міське   | 0       | 100     | 0        |          | 0     |       |
| сільське | 7433    | 100     | 3688     | 49.62    | 3745  | 50.38 |

## Сусідні гміни
Гміна Радомишль-над-Сяном межує з такими гмінами: Аннополь, Ґожице, Ґошцерадув, Двікози, Завихост, Заклікув, Залешани, Пишниця.